# پیکتن، انتاریو
پیکتن، انتاریو (به انگلیسی: Picton, Ontario) یک منطقهٔ مسکونی در کانادا است که در شهرستان پرینس ادوارد، انتاریو واقع شده‌است. پیکتن ۴ کیلومتر مربع مساحت و ۴٬۴۸۷ نفر جمعیت دارد و ۷۹ متر بالاتر از سطح دریا واقع شده‌است.